# Investigator Group
L'Investigator Group è un arcipelago, composto da Flinders Island e cinque gruppi di isole, che si trova nella Gran Baia Australiana lungo la costa occidentale della penisola di Eyre, nell'Australia Meridionale (Australia). 
Tutte le isole, ad eccezione di Flinders e una parte di Pearson Island, fanno parte dell'Investigator Group Wilderness Protection Area e dell'Investigator Group Conservation Park

## Le isole
Le isole si trovano a ovest di Cape Finnis, l'estremità meridionale di Anxious Bay, sul lato occidentale della penisola di Eyre.
- Flinders Island
- Pearson Isles:
  - Pearson Island

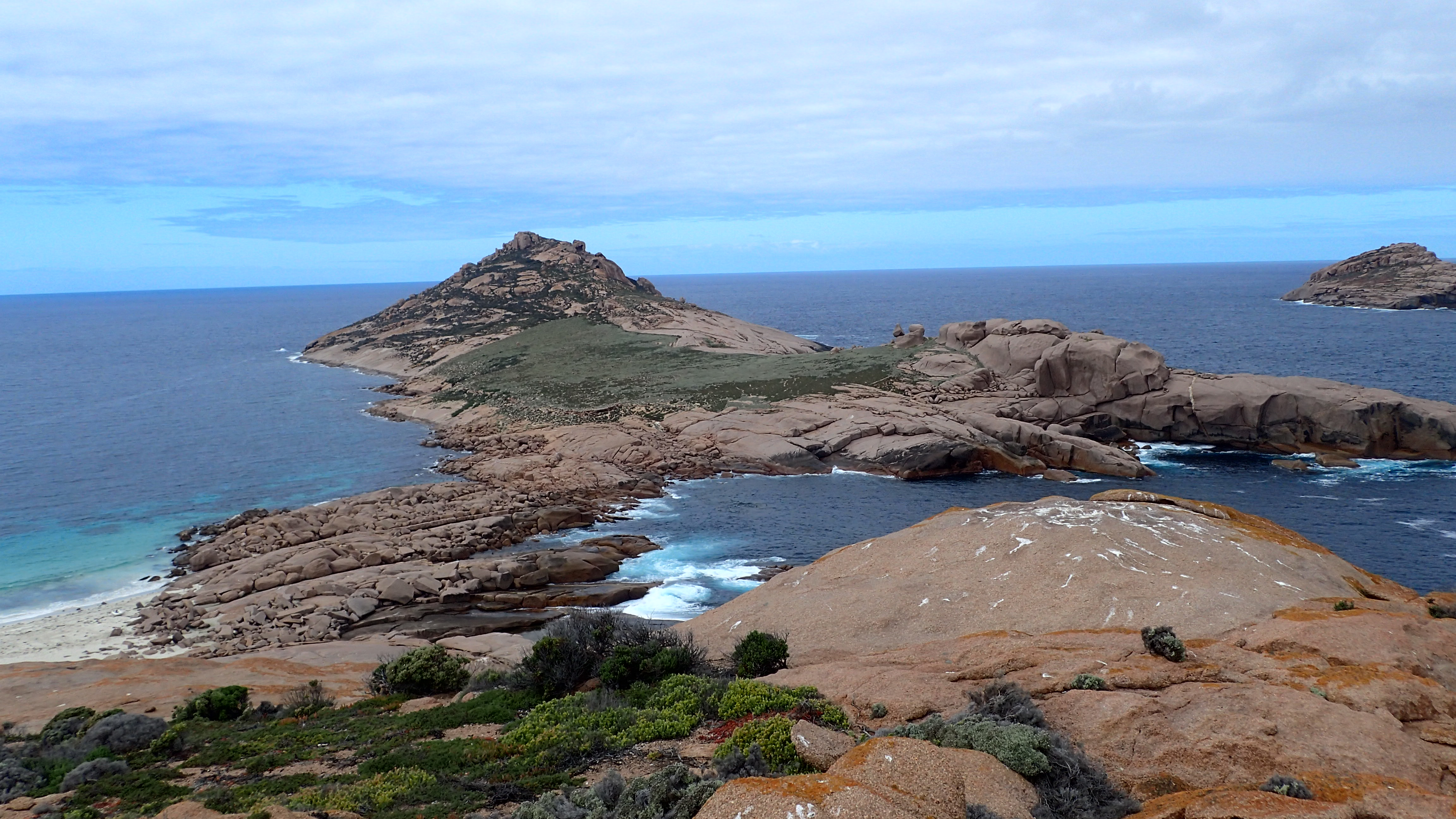
La parte meridionale di Pearson Island

  - Dorothee Island, situata 4 km a sud di Pearson; ha una superficie di 0,56 km² e un'altezza massima di 140 m[3] 34°00′09″S 134°14′44″E.
  - Veteran Isles (o Veteran Islands; in francese Ile du Veteran), due isolotti rocciosi 1 km a sud di Parson e 69 km a ovest di Cape Finniss; hanno una superficie totale di 0,14 km². Distano l'uno dall'altro 0,5 km. L'isola settentrionale ha un'altezza di 82 m, quella meridionale di 26 m[3] 33°58′34″S 134°15′55″E.
- The Watchers, due scogli  ad ovest di Waldgrave Islands 33°36′06″S 134°42′36″E.
- Topgallant Islands, un isolotto roccioso con accanto una fila di piccoli scogli disposti in una linea verso sud-est, 22 km a sud-ovest di Cape Finniss; l'isolotto principale ha un'area di 0,2 km² e un'altezza massima di 101 m[4] 33°42′50″S 134°36′47″E.
- Waldgrave Islands, portano il nome dell'ammiraglio William Waldegrave (1753-1825)[4].
  - Waldgrave Island, a 3 km da Cape Finnis; ha una superficie di 2,92 km² e un'altezza di 37 m[4] 33°35′49″S 134°47′43″E.
  - Little Waldgrave Islands (o Seal island), a ovest di Waldgrave, ha una superficie di 0,32 km²[4]
- Ward Islands, portano il cognome da nubile della madre di Flinders.[5]
  - Ward Island (o NE islet) si trova 53 km a ovest-sud-ovest di Cape Finnis, ha una superficie di circa 0,2 km² e un'altezza di 49 m[5] 33°44′30″S 134°17′01″E.
  - South Ward (o SE islet), è uno scoglio e si trova circa 2,5 km a sud-est di Ward; ha un'altezza di 28 m.[5]

## Fauna
L'arcipelago supporta colonie di oca di Cape Barren e di sterna delle fate, specie vulnerabile. Sono present, tra gli altri, il cormorano faccianera, il gabbiano del Pacifico, la berta codacorta, l'uccello delle tempeste facciabianca e il pappagallo di roccia.

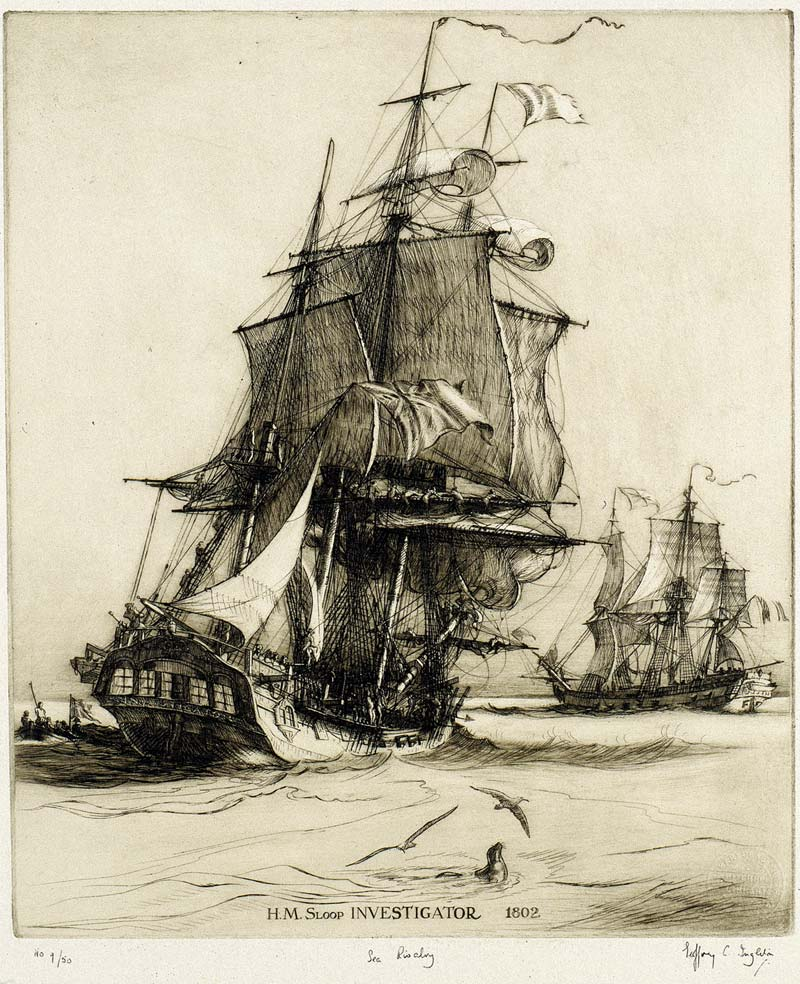
L'HMS Investigator di Matthew Flinders

## Toponimo
L'arcipelago ha preso il nome dell'HMS Investigator, la nave di Matthew Flinders con la quale esplorò la zona il 13 febbraio 1802. Egli nominò nello stesso giorno le Pearson's Isles, le Ward's Isles e le Waldegrave's Isles senza indicare il motivo della scelta dei nomi.